# 我孫子運輸区
我孫子運輸区（あびこうんゆく）は、かつて存在した東日本旅客鉄道（JR東日本）首都圏本部の車掌および運転士が所属する組織である。旧・松戸運転区と松戸車掌区、および千葉支社成田車掌区乗務区間のうち常磐快速線と我孫子駅 - 成田駅間を引き継ぐ形で2012年3月17日に発足した。2025年3月14日限りで廃止し、現在は松戸統括センター我孫子乗務ユニット。

## 乗務範囲
- 常磐快速線（上野東京ライン） : 品川 - 取手間
- 成田線（我孫子支線） : 我孫子 - 成田間

## 歴史
- 2012年3月17日 - 松戸運転区・松戸車掌区の常磐快速線・成田線行路を継承し発足。
- 2025年3月15日 - 松戸営業統括センターと統合し松戸統括センター発足。当区は廃止。